# Hertfordshire
Ikke at forveksle med Herefordshire
Hertfordshire (udtales "Hartfordshire" og forkortes "Herts") er et grevskab i England. Administrationsbyen (county town) er Hertford.
Hertfordshire har sydgrænse til Greater London. Mod øst ligger Essex, mod vest Buckinghamshire og mod nord Bedfordshire, Luton samt Cambridgeshire.
Hertfordshire mistede Barnet til Greater London i 1965, men fik til gengæld Potters Bar og South Mimms fra Middlesex.

## Byer og Stednavne
- Abbots Langley
- Albury
- Aldbury
- Apsley
- Baldock
- Berkhamstead
- Bishop's Stortford
- Borehamwood
- Bovingdon
- Broxbourne
- Bushey
- Cheshunt
- Chorleywood
- Flamstead
- Harpenden
- Hatfield
- Hemel Hempstead
- Hertford
- Hertford Heath
- Hitchin
- Hoddesdon
- Holwell
- Kings Langley
- Langley
- Letchworth Garden City
- Long Marston
- Markyate
- Mill End
- New Mill
- Oxhey
- Potters Bar
- Preston
- Radlett
- Redbourn
- Rickmansworth
- Royston
- Sawbridgeworth
- Stevenage
- St. Albans
- Tring
- Ware
- Watford
- Welwyn Garden City
- Weston

## Seværdigheder
- University of Hertfordshire.
- Six Hills i Stevenage. Romersk ruin.
- Hatfield House, en herregård med stort parkanlæg.
- Katedralen i St. Albans

51°54′N 0°12′V / 51.9°N 0.2°V